# Nossa Senhora de Fátima
Nossa Senhora de Fátima (Pronunciación portuguesa: [n'ósA señ'órA d'e fatimA], "Virgen de Fátima") es un barrio del distrito de Sede, en el municipio de Santa Maria, en el estado brasileño de Río Grande del Sur. Está situado en la zona central de Santa Maria.

## Villas
El barrio contiene las siguientes villas: Fátima, Vila Antônio Corrêa, Vila Holtermann, Vila Militar, Vila Selmer.

## Galería de fotos

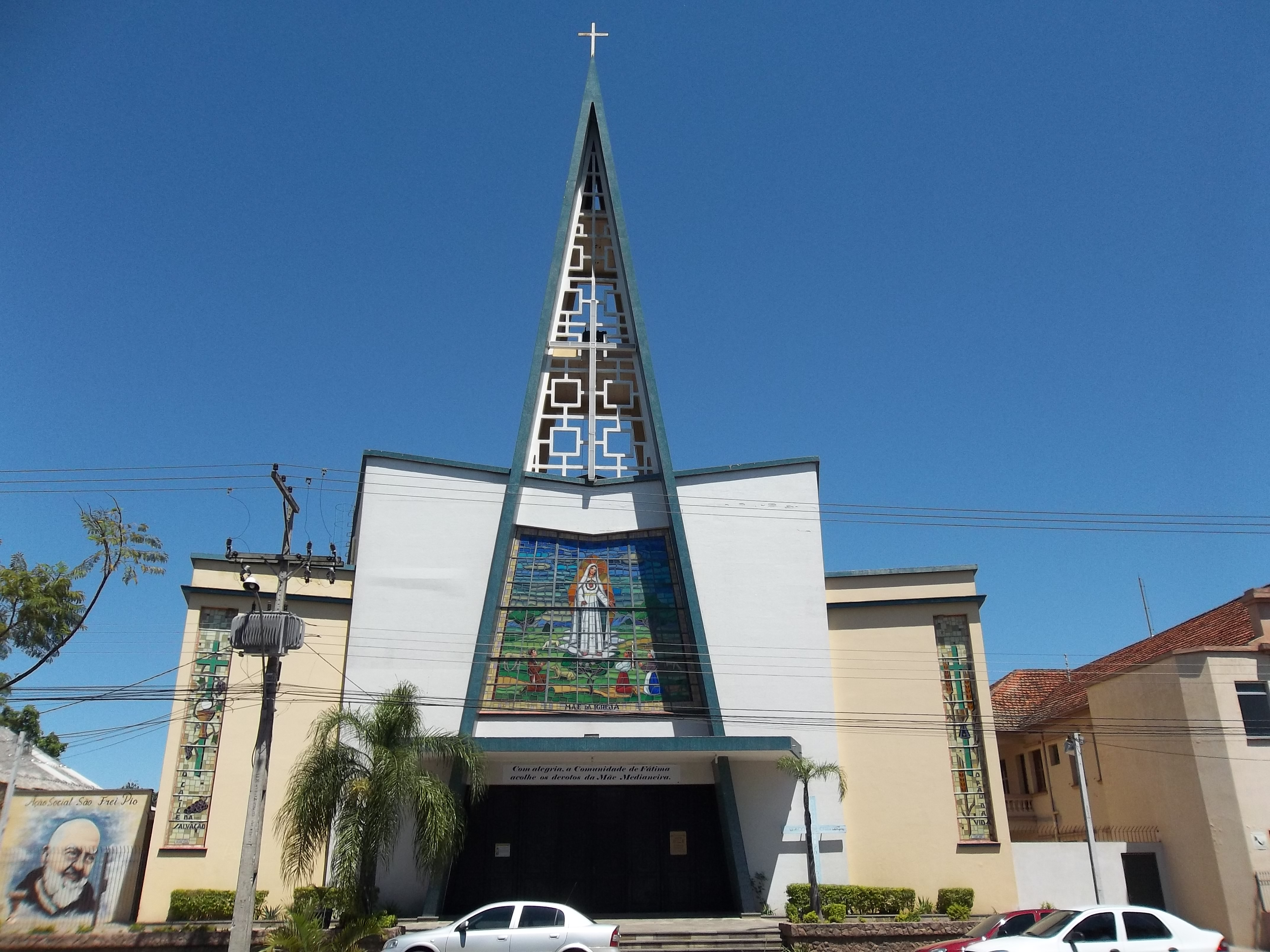
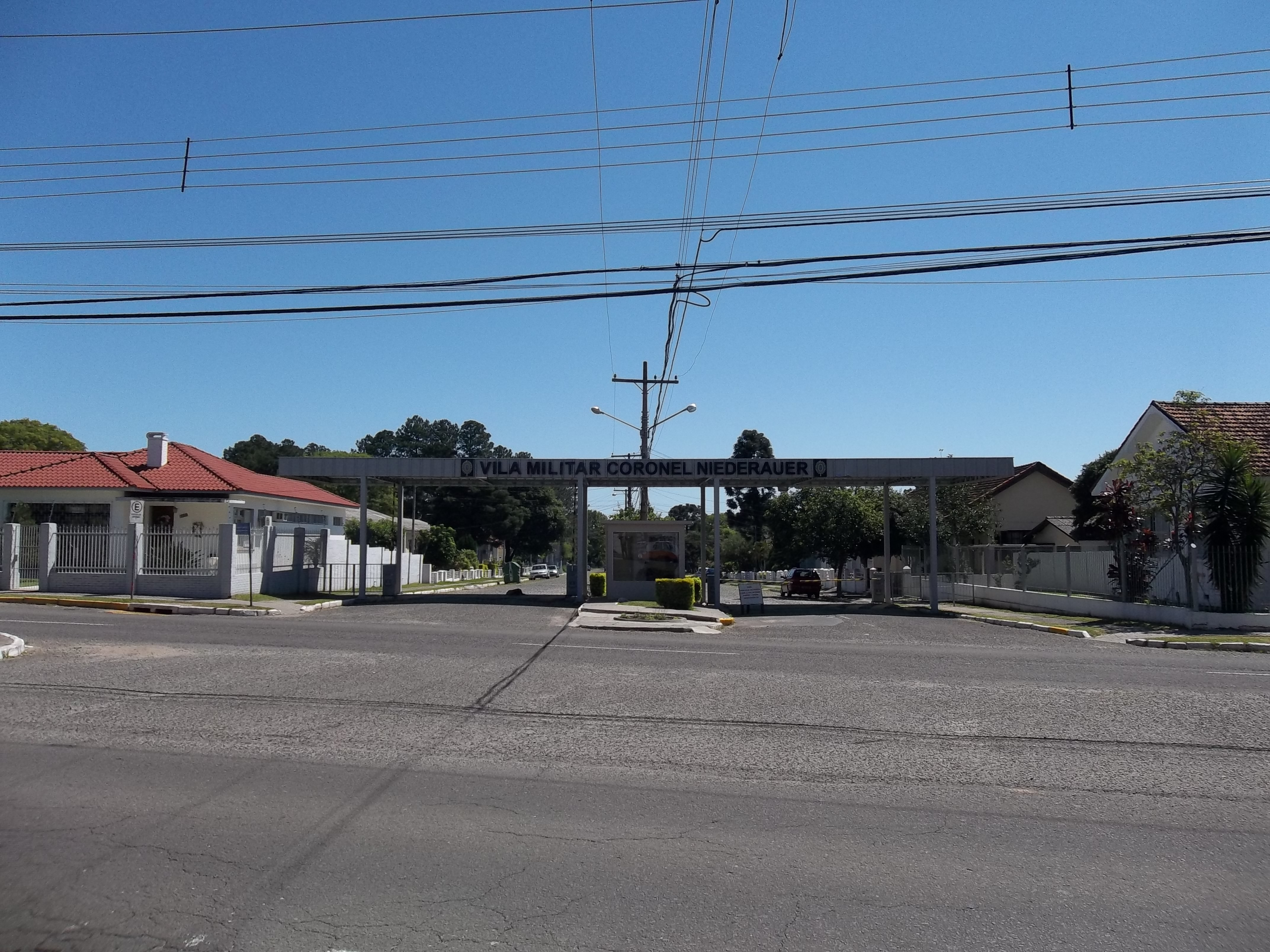
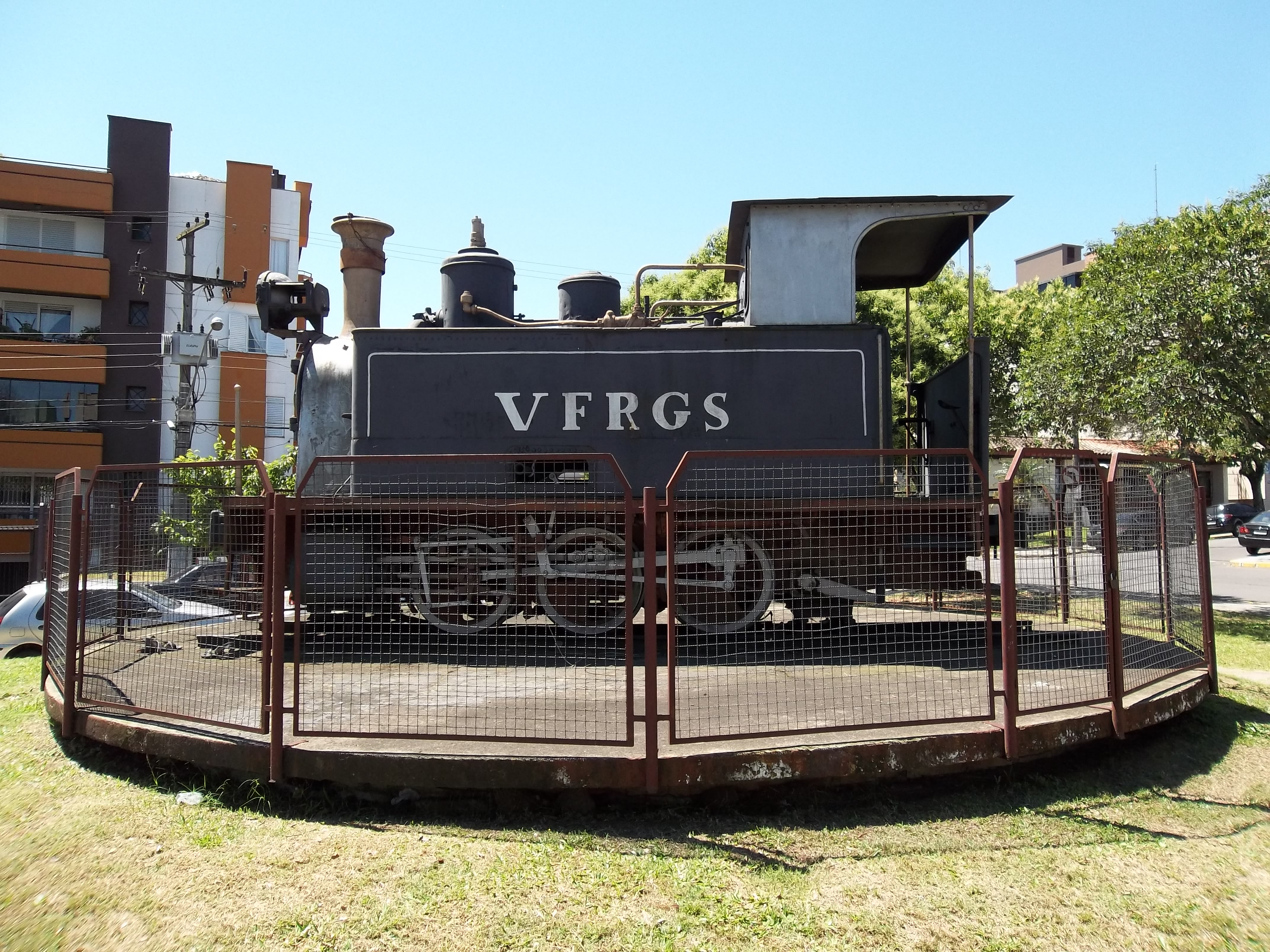
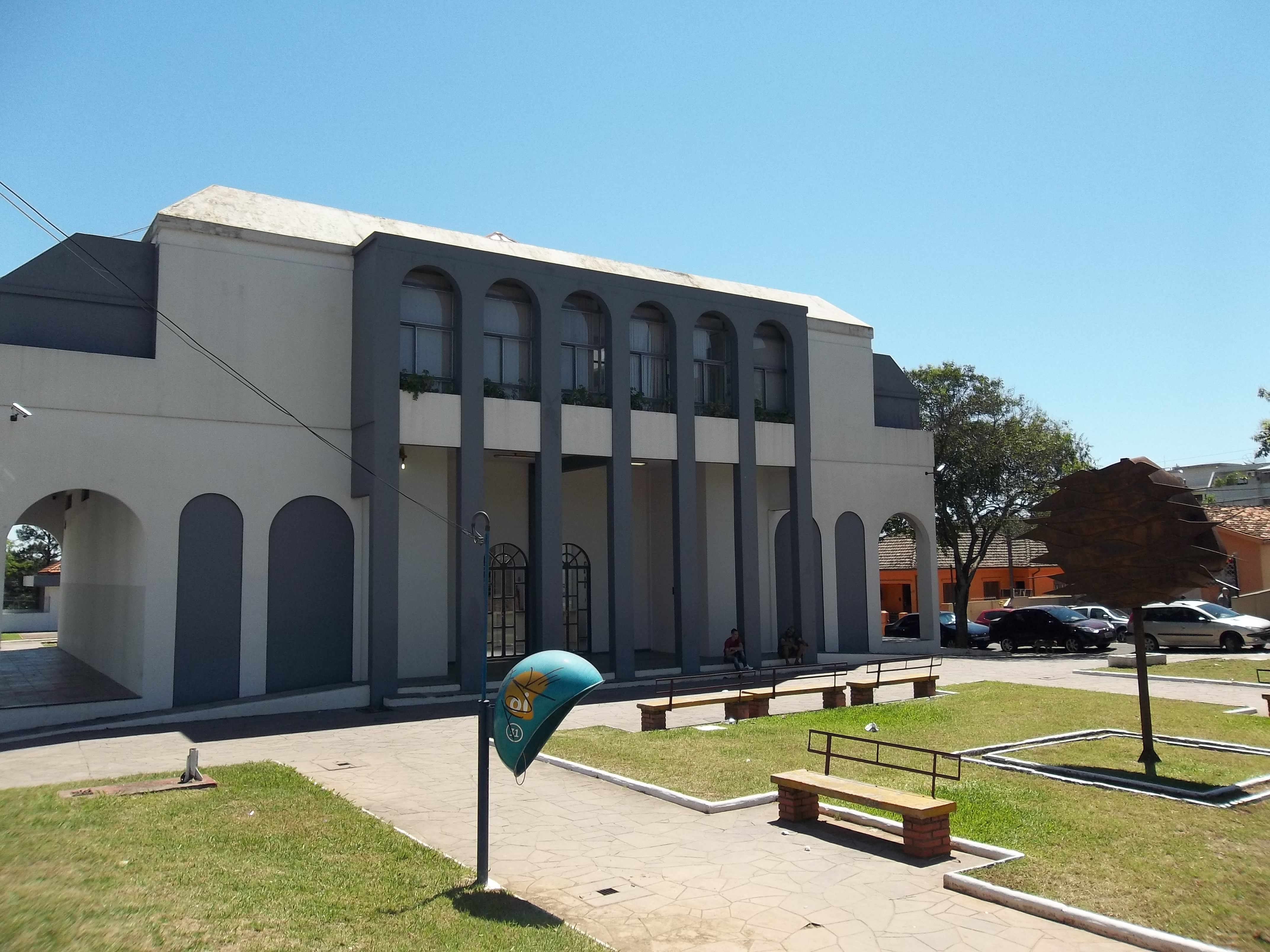

| Noroeste: Noal Patronato                           | Norte: Bonfim                 | Nordeste: Bonfim Centro                  |
| Oeste: Patronato                                   |                               | Este: Centro                             |
| Suroeste: Duque de Caxias Nossa Senhora Medianeira | Sur: Nossa Senhora Medianeira | Sureste: Centro Nossa Senhora Medianeira |